# Bertrand d'Ogeron de La Bouëre
Bertrand d'Ogeron de La Bouëre, né à Rochefort-sur-Loire le 19 mars 1613 et mort à Paris le 31 janvier 1676, est un officier et administrateur colonial français du XVIIe siècle.
Il est gouverneur de l'île de la Tortue (Haïti) de juin 1665 à la fin 1668 puis, après un court intérim, de 1669 à 1673 et d'avril 1673 au début de 1675, soit un total de dix ans à la tête de la colonie de flibustiers. Son passage à la Tortue correspond à peu près à la durée de vie de la Compagnie française des Indes occidentales.

## Biographie
Fils de Bertrand Ogeron, marchand qui affermait de gros domaine, et de Jeanne Blouin, il obtient en 1641 le grade de capitaine au régiment de la Marine et se signale dans la guerre de Catalogne (1646-1649).
Ses services valent à sa famille d'être anoblie. À la mort de son père (29 juin 1653), il lui succède comme seigneur de La Bouëre, vivant en Anjou jusqu'en 1655 et devenant propriétaire du cimetière des Noyes, à Angers. En 1656, il s'engage dans la compagnie fondée pour coloniser la rivière Onantinigo. Arrivé à la Martinique en septembre 1657, il renonce à son projet à la suite de rapports défavorables.
D’Ogeron avait mené la vie des boucaniers sur la côte nord-ouest de Saint-Domingue, au Petit-Goâve, et de planteur de tabac à Léogâne et à Port-Margot. Il contribue au peuplement de Saint-Domingue, qui n'avait alors pas encore de gouverneur, en assurant le transport de centaines d’engagés (appelés des 36 mois, la durée de leur contrat), depuis Nantes et La Rochelle, vers Port Margot d’abord et la Tortue ensuite, et organise aussi la vente aux enchères de femmes blanches venues d'Europe.
Il s’emploie à organiser la colonie, donne des commissions de course aux pirates pour attaquer les Espagnols. Mais lorsqu'il lance la colonisation de Cap-Français, il déclenche une révolte des flibustiers contre lui. Jacques Neveu de Pouancey le remplace au début de 1675, peu après la création de la ferme du tabac, qui fixe un prix d'achat très bas du tabac aux planteurs et cause la ruine des boucaniers. Le nouveau gouverneur fortifie Cap-Français pour accélérer la fuite des flibustiers et tenter, d'abord sans succès, d'encourager la culture du sucre.

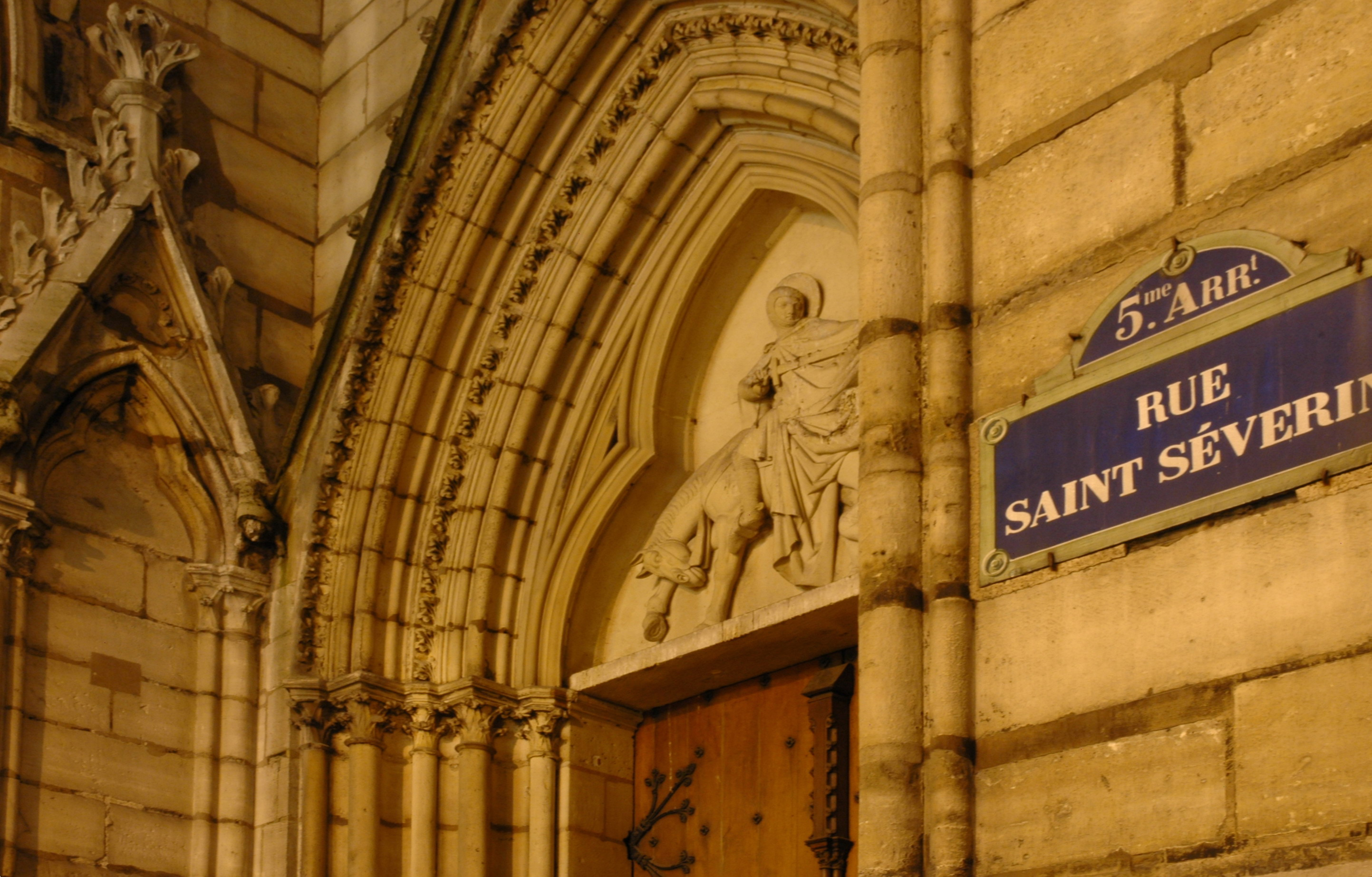
Rue de l'église Saint-Séverin à Paris

Il meurt à Paris, rue des Maçons-Sorbonne, le 31 janvier 1676. Une plaque de marbre, apposée sur un pilier de l'église Saint-Séverin (5e arrondissement de Paris) dans laquelle il repose, rappelle sa mort : « De 1664 à 1675, il jeta les fondements d'une société civile et religieuse au milieu des flibustiers et boucaniers des îles de la Tortue et de Saint-Dominique et prépara ainsi, par les voies mystérieuses de la Providence, les destinées de la république d'Haïti. »